# Coll d'en Guilla de Baix
El Coll d'en Guilla de Baix és una collada situada a 1.670,7 metres d'altitud del límit dels termes comunals de Fontpedrosa i Planès, tots dos de la comarca del Conflent, a la Catalunya del Nord.
És al nord-est del terme comunal, a la zona de la Bola, en el vessant nord-oest del Serrat del Coll d'en Guilla, al nord-oest també del Coll d'en Guilla de Dalt.